# 프라운호퍼 회절

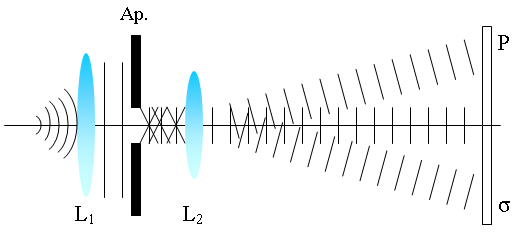

프라운호퍼 회절(Fraunhofer diffraction)이란 파원 또는 관측점이 파동을 회절하게 하는 것(렌즈 등)에서 무한히 멀리 떨어져 있을 때 일어나는 회절이다. 이와 반대로 유한 거리에 위치한 회절은 프레넬 회절이다.

## 계산
파수 k의 단색광의 평면파가 개구함수 f (x, y)로 표현되는 개구(opening)를 통과했을 때, 거리 R 만큼 떨어진 스크린상의 진폭 분포 u (x′, y′)를 생각한다.
이때 입사광을 평면파로 간주하는 것은 점광원이 무한히 멀리 떨어져 있다고 생각하는 것과 같은 것이다.
프라운호퍼 회절은 개구의 중심에서 스크린상의 점 (x′, y′) 까지의 거리 r이 개구의 크기보다 충분히 클 때의 근사이다.
이것을 식으로 쓰면, 개구 안의 임의의 점 (x, y)에 대하여
{\displaystyle x^{2}+y^{2}\ll r^{2}}
가 성립된다는 것이다.
이때 개구 안의 점 (x, y)에서 스크린상의 점 (x′, y′)까지의 거리는 1/r의 2차 이상의 항을 무시하고
{\displaystyle {\sqrt {R^{2}+(x-x')^{2}+(y-y')^{2}}}\simeq r-{\frac {xx'+yy'}{r}}}
이다.
이로부터 스크린상의 진폭은
{\displaystyle u(x',y')={\frac {A}{i\lambda R}}e^{ikr}\iint f(x,y)\,e^{-ik(xx'+yy')/r}dxdy}
이다. 이것이 프라운호퍼 회절식이다.

## 같이 보기
- 프레넬 회절
- 요제프 폰 프라운호퍼
- 에어리 원반

## 참고 자료
- E. Hecht, Optics, 4th ed, San Francisco etc.: Addison Wesley, 2002.